# Shopee
Shopee là  sàn giao dịch thương mại điện tử có trụ sở đặt tại Singapore, thuộc sở hữu của Sea Ltd (trước đây là Garena), được thành lập vào năm 2009 bởi Lý Tiểu Đông. Shopee được giới thiệu lần đầu tại Singapore vào năm 2015, và hiện đã có mặt tại các quốc gia: Singapore; Malaysia, Đài Loan, Thái Lan, Indonesia, Việt Nam, Philippines, Brazil, Ba Lan.
Tính đến năm 2021, Shopee được coi là nền tảng thương mại điện tử lớn nhất Đông Nam Á với 343 triệu lượt truy cập hàng tháng. Ngoài ra, Shopee còn phục vụ người tiêu dùng và người bán trên khắp các quốc gia ở Đông Á và Mỹ Latinh.

## Lịch sử
Shopee ra mắt tại Singapore vào tháng 2 năm 2015 với tư cách là một thị trường tập trung vào thiết bị di động nơi người dùng có thể duyệt, mua sắm và bán sản phẩm.
Nền tảng ứng dụng này đã ra mắt một trang web để cạnh tranh với các công ty thương mại điện tử khác như Coupang, Lazada, Tokopedia và AliExpress. Để tạo sự khác biệt, Shopee cung cấp bảo mật mua sắm trực tuyến thông qua dịch vụ ký quỹ riêng có tên Shopee Guarantee, có thể được sử dụng để giữ lại thanh toán từ người bán cho đến khi người mua nhận được đơn đặt hàng của họ.
Shopee khai trương trụ sở mới tại Singapore vào ngày 3 tháng 9 năm 2019. Tòa nhà có diện tích 226 683 mét vuông, có thể chứa 3,000 nhân viên và lớn gấp sáu lần trụ sở cũ của Shopee.
Shopee vẫn chưa có lãi, mặc dù biên lợi nhuận gộp của họ đã tăng theo năm trong nửa đầu năm 2022, được cho là do tăng trưởng nhanh hơn trong phí dựa trên giao dịch và doanh thu quảng cáo. Cùng với lạm phát và lãi suất tăng cũng như những thất bại trong kế hoạch quốc tế hóa, Shopee đã sa thải nhân viên trên nhiều thị trường vào tháng 6 năm 2022, bao gồm nhân viên từ Indonesia, Thái Lan và Việt Nam. ShopeePay và ShopeeFood cũng được báo cáo là đang đối mặt với những cắt giảm.
Vào ngày 15 tháng 9 năm 2022, Giám đốc điều hành của Sea, Forrest Li, đã gửi một thông báo đến tất cả nhân viên, trong đó nêu rõ các biện pháp cắt giảm chi phí mà công ty sẽ thực hiện để đạt được "tự cung tự cấp". Một đợt cắt giảm nhân sự khác cũng đã được công bố, ảnh hưởng đến nhân viên ở Singapore, Indonesia và Trung Quốc.

## Mô hình kinh doanh
Ban đầu, Shopee là một thị trường người tiêu dùng với người tiêu dùng (C2C), nhưng sau đó đã chuyển sang mô hình lai bao gồm cả giao dịch C2C và doanh nghiệp với người tiêu dùng (B2C).
Công ty hợp tác với hơn 70 nhà cung cấp dịch vụ chuyển phát nhanh trên các thị trường mà họ phục vụ để cung cấp hỗ trợ hậu cần cho người dùng. Tại Singapore, Shopee hợp tác với công ty khởi nghiệp hậu cần Ninja Van để nhận hàng và giao hàng. Các đối tác giao hàng khác trong khu vực bao gồm Pos Malaysia và Pos Indonesia. Shopee cũng đã hợp tác với Delhivery và Ecom Express để giao hàng tại Ấn Độ trước khi rời khỏi thị trường nội địa.
Trong giai đoạn đầu phát triển, Shopee đã cung cấp trợ cấp và miễn phí vận chuyển cho người dùng của mình trong khi dịch vụ giao hàng vẫn còn đắt đỏ ở các khu vực mà họ phục vụ.

## Thị phần
Tính đến năm 2019, ứng dụng Shopee đã ghi nhận 200 triệu lượt tải xuống. Tổng đơn hàng cũng tăng 92,7% lên 246,3 triệu trong quý 2 năm 2019, so với 127,8 triệu cùng kỳ năm ngoái. Tổng giá trị hàng hóa (GMV) của nó cũng tăng 72,7% lên 3,8 tỷ đô la Mỹ trong quý 2 năm 19, so với 2,2 tỷ đô la Mỹ cùng kỳ năm ngoái..
Theo báo cáo của iPrice trong quý 2 năm 2019, Shopee là ứng dụng mua sắm hàng đầu dựa trên số người dùng hoạt động hàng tháng, tổng số lượt tải xuống và lượt truy cập trang web, vượt qua các đối thủ cạnh tranh là Lazada và Tokopedia. Những tuyên bố về GMV này đã dẫn đến phản ứng dữ dội từ Lazada. Giám đốc điều hành trước đây của Lazada, Max Bittner khẳng định rằng các số liệu GMV có thể dễ dàng được thổi phồng "bằng các chương trình trợ cấp và lịch sử cho thấy GMV giảm dần khi các trợ cấp không lành mạnh bị loại bỏ."
Tại Malaysia, Shopee đã trở thành cổng thương mại điện tử được truy cập nhiều thứ ba trong quý 4 năm 2017, vượt qua Lelong và thay thế Lazada trở thành ứng dụng hàng đầu trên các kho ứng dụng iOS và Google Play.
Một cuộc khảo sát được thực hiện vào tháng 12 năm 2017 cho thấy Shopee là nền tảng mua sắm hàng đầu dành cho các bà mẹ Indonesia (73%), vượt xa Tokopedia (54%), Lazada (51%) và Instagram (50%).
Vào năm 2019, Shopee đã ra mắt một trang web bản địa hóa ở Brazil. Đây là trang web đầu tiên của Shopee tại Mỹ Latinh và bên ngoài châu Á. Đến năm 2023, công ty cho biết họ đang hợp tác với hơn ba triệu thương gia địa phương.  Sau đó, Shopee bắt đầu hoạt động tại Mexico, Chile và Colombia vào năm 2021.
Vào tháng 9 năm 2021, Shopee ra mắt tại thị trường Ba Lan. Hai tháng tiếp thep, Shopee cũng ra mắt tại Tây Ban Nha và Pháp. Shopee lần lượt rời khỏi Pháp và Tây Ban Nha vào ngày 6 tháng 3 và 17 tháng 6 năm 2022, chỉ còn lại Ba Lan hoạt động tại châu Âu. Cuối cùng, Shopee đã rời khỏi châu Âu với thông báo đóng cửa hoạt động tại Ba Lan vào ngày 12 tháng 1 năm 2023.
Shopee bắt đầu hoạt động tại Hàn Quốc từ năm 2020 để giúp các thương gia địa phương tiếp cận khách hàng tại các thị trường nơi Shopee hoạt động. Tuy nhiên, Shopee không có nền tảng dành cho người tiêu dùng ở Hàn Quốc.
Vào tháng 11 năm 2021, Shopee đã thâm nhập thị trường Ấn Độ. Nó đã đạt được 100.000 đơn đặt hàng mỗi ngày và có hơn một triệu lượt cài đặt ứng dụng trên Google Play Store ở Ấn Độ. Vào ngày 29 tháng 3 năm 2022, chỉ năm tháng sau khi ra mắt, Shopee đã ngừng hoạt động tại Ấn Độ. Trang web và ứng dụng cũng ngừng hoạt động ở Ấn Độ vào ngày 15 tháng 5 năm 2022.
Vào tháng 11 năm 2021, Shopee đã thâm nhập thị trường Ấn Độ. Nó đã đạt được 100.000 đơn đặt hàng mỗi ngày và có hơn một triệu lượt cài đặt ứng dụng trên Google Play Store ở Ấn Độ. Vào ngày 29 tháng 3 năm 2022, chỉ năm tháng sau khi ra mắt, Shopee đã ngừng hoạt động tại Ấn Độ. Trang web và ứng dụng cũng ngừng hoạt động ở Ấn Độ vào ngày 15 tháng 5 năm 2022.
Trong quý 2 năm 2022, Shopee đã ghi nhận doanh thu quý lên tới 1,7 tỷ USD, cao hơn doanh thu kết hợp của các doanh nghiệp quốc tế thuộc Alibaba Group: Lazada, AliExpress, Trendyol và Daraz.
Vào tháng 9 năm 2022, Shopee đã chấm dứt hoạt động tại Chile, Colombia và Mexico, nhưng sẽ tiếp tục phục vụ khách hàng tại các quốc gia này thông qua mô hình xuyên biên giới. Shopee đã rời khỏi Argentina hoàn toàn vào ngày 8 tháng 9 năm 2022 sau khi phải đối mặt với sự cạnh tranh gay gắt từ Mercado Libre.

## Phát hành cổ phiếu ra công chúng
Tập đoàn Sea Group vừa qua đã đệ đơn phát hành cổ phiếu ra công chúng lần đầu (IPO) trên sàn chứng khoán New York (NYSE) vào tháng 10/2017 với trị giá 1 tỷ đô la Mỹ. Tencent là tập đoàn thụ hưởng chính của việc niêm yết Sea group với 39.7% cổ phần, trong khi Blue Dolphins Venture - một tổ chức riêng của nhà sáng lập Forrest Li - chiếm 15%. Cá nhân ông Li nắm giữ 20% và 10% còn lại thuộc sở hữu của Giám đốc Công nghệ Gang Ye.

## Giải thưởng
Vào năm 2015, Shopee đã được trao giải thưởng "Khởi Nghiệp Của Năm tại Singapore" trong ấn bản thứ hai của tạp chí "Giải thưởng Vulcan", được đăng tải bởi nhà xuất bản số Vulcan Post của Singapore.

## Tranh cãi

### Gặp gỡ và chào hỏi với Blackpink
Vào tháng 6 năm 2019, hashtag #ShopeeScam đã trở thành xu hướng trên Twitter sau khi Shopee tung ra một chương trình khuyến mãi tại Philippines, theo đó, 568 người chi tiêu nhiều nhất trên cửa hàng trực tuyến của họ sẽ được tặng vé tham dự buổi gặp gỡ và chào hỏi với Blackpink. Nhiều người hâm mộ cho biết đã nhận được thông báo đã trúng vé, nhưng sau đó Shopee đã tự ý thu hồi. Những người khác đăng tải ảnh chụp màn hình cho thấy Shopee thay đổi cơ chế cuộc thi của họ một ngày trước khi sự kiện diễn ra. Shopee đã bị Cục Thương mại và Công nghiệp điều tra về vụ việc này.

### Nhân viên giao hàng Shopee bị trả lương thấp ở Indonesia
Vào tháng 4 năm 2021, Shopee phải đối mặt với cáo buộc rằng họ đang trả lương thấp cho các nhân viên giao hàng ở Indonesia sau khi một số người giao hàng tuyên bố công khai rằng tiền công của họ cho mỗi gói hàng được giao đã giảm từ 0,34 USD xuống còn 0,10 USD. Những người giao hàng Shopee Express cũng không được trả lương cơ bản hàng tháng. Ngoài ra, không có khoản trợ cấp chi phí xăng dầu hoặc phí đậu xe.

### Hủy bỏ lời đề nghị tuyển dụng
Vào cuối tháng 8 năm 2022, một người dùng của nền tảng mạng xã hội Trung Quốc đã đăng tải nội dung cho biết anh ta đã chuyển đến Singapore để làm việc cho Shopee. Tuy nhiên, lời đề nghị này đã bị thu hồi sau khi anh ta xuống máy bay ở Singapore cùng với gia đình.

### Sa thải năm 2022
Năm 2022, Shopee đã phải sa thải 600 nhân viên, tương đương 3% tổng số nhân viên của mình.